# Léon Cladel

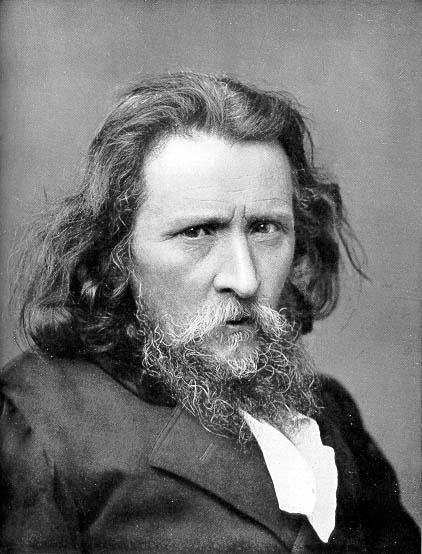
Léon Cladel

Léon Alpinien Cladel (* 22. März 1834 in Montauban, Département Tarn-et-Garonne; † 20. Juli 1892 in Sèvres, Département Hauts-de-Seine) war ein französischer Jurist und Schriftsteller.
Cladel entstammte einem alten Bauerngeschlecht. An der Universität Toulouse studierte er Rechtswissenschaften und wirkte nach erfolgreichem Abschluss in einer Kanzlei in Paris. Dort lernte er bald Charles Baudelaire kennen, der ihm die Literatur näherbrachte und auch 1862 das Vorwort zu Cladels Debütroman verfasste.
Bald darauf kehrte Cladel für einige Jahre in seine Heimat zurück. Dort heiratete er und hatte auch eine Tochter, Judith. Diese veröffentlichte 1905 eine beachtenswerte Biographie über ihren Vater.
1869 fand man Cladel wieder in Paris; im Kreis der Parnassiens. 1869 konnte er sein Werk „Le Bouscassie“ veröffentlichen und mit „Le fête votive de Saint-Bartholome Porte-Glaive“ (1872) gilt es als sein wichtigstes Werk.
Cladel galt als kompromissloser Republikaner, der in einigen seiner Bücher die wirtschaftlichen (und damit auch gesellschaftlichen) Probleme der Landbevölkerung thematisierte. Dafür wurde er 1876 angeklagt, die öffentliche Moral zu unterminieren und wurde noch im selben Jahr zu einigen Wochen Haft verurteilt. Seine aufrührerischen Werke stellte die zeitgenössische Literaturkritik denen Émile Zolas durchaus ebenbürtig.
Alphonse Lemerre, den Cladel über Charles Baudelaire kennenlernte, nahm einige Gedichte in die später berühmt gewordene Anthologie Le Parnasse contemporain mit auf.

## Werke (Auswahl)
- Le bouscassie. 1869
- La fête votive de Saint-Bartholome Porte-Glaive. 1872
- Les martyrs ridicules. Roman parisien. Paris 1862
- Poésies. 1936